# Italia en los Juegos Olímpicos de Atenas 1896
Italia estuvo representada en los Juegos Olímpicos de Atenas 1896 por un deportista que compitió en tiro.  
El equipo olímpico italiano no obtuvo ninguna medalla en estos Juegos.